# Popgruevo, Dobrici
Popgruevo (în bulgară Попгруево, în română Cogeaolar) este un sat în comuna Tervel, regiunea Dobrici, Dobrogea de Sud, Bulgaria. 
Între anii 1913-1940 a făcut parte din plasa Curtbunar a județului Durostor, România. 

## Demografie
Componența etnică a satului Popgruevo
     Turci (75,04%)
     Romi (21,23%)
     Nicio identificare (2,91%)
     Altele (0,81%)
La recensământul din 2011, populația satului Popgruevo era de 617 locuitori. Din punct de vedere etnic, majoritatea locuitorilor (75,04%) erau turci, cu o minoritate de romi (21,23%). Pentru 2,91% din locuitori nu este cunoscută apartenența etnică.